# Robert Baran
Robert Baran (Jarocin, 3 luglio 1992) è un lottatore polacco, specializzato nella lotta libera.

## Palmarès
- Europei

Riga 2016: argento nei 125 kg.
KaspiJsk 2018: bronzo nei 125 kg.
Roma 2020: argento nei 125 kg.
Budapest 2022: bronzo nei 125 kg

## Altre competizioni internazionali
2020
- Argento nei 125 kg nella Coppa del mondo individuale ( Belgrado)